# Vrutok
Vrutok (macedónul: Вруток, albánul Vërtoku) település Észak-Macedóniában, a Pologi körzet Gosztivari járásában.

## Népesség
| Lakosok száma | 1141 | 1405 | 1385 | 1345 | 1258 | 303  | 1126 | 1127 | 640  |
|               | 1948 | 1953 | 1961 | 1971 | 1981 | 1991 | 1994 | 2002 | 2021 |

2002-ben 1 127 lakosa volt, akik közül 846 albán, 276 macedón, 3 szerb és 2 egyéb.